# Civadera (vela)
|  | No s'ha de confondre amb Civadera. |

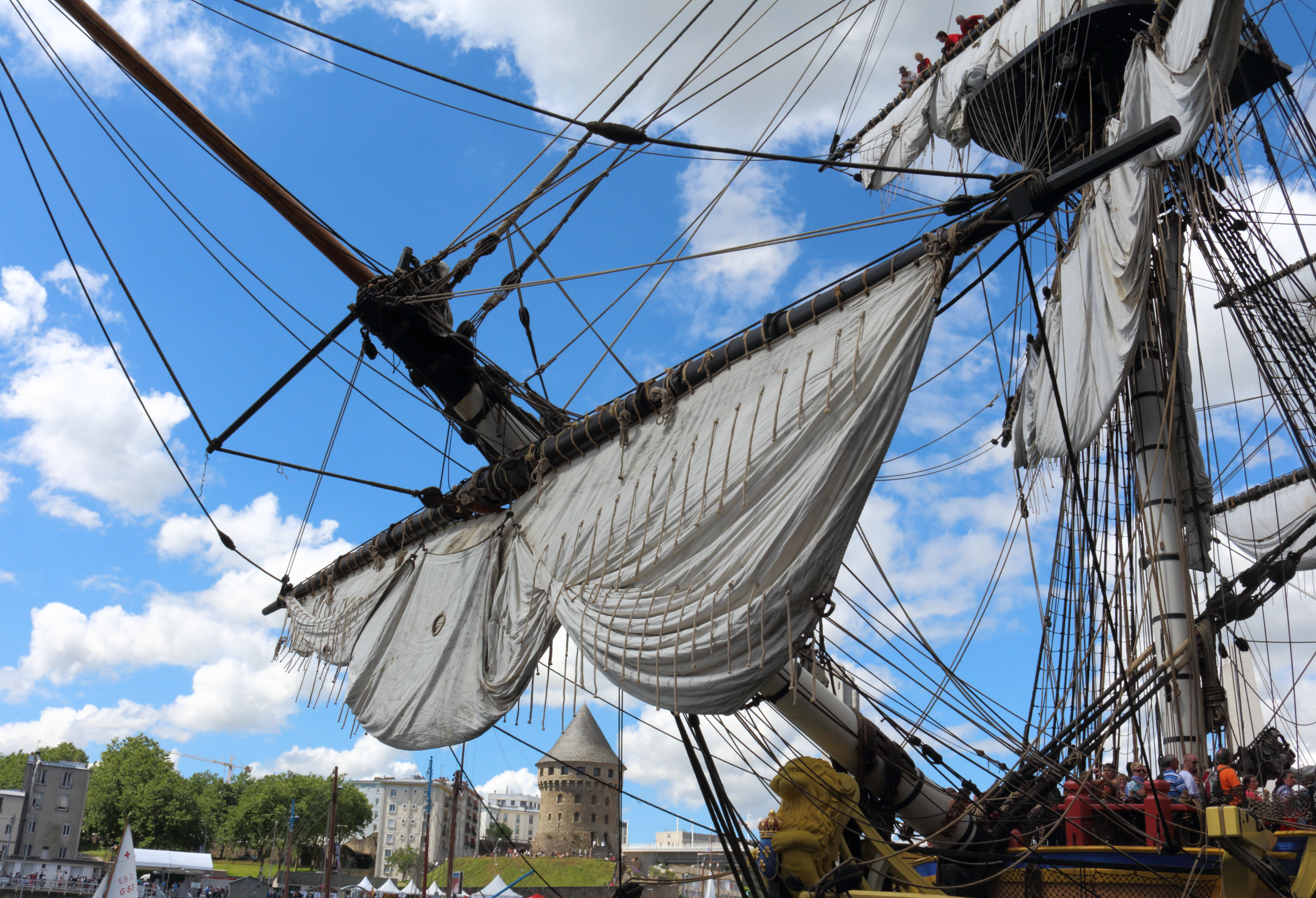
Civadera, envergada sota el bauprés de l'Hermione.

En els vaixells de vela d'aparell caire, una civadera (en anglès: spritsail) era una vela quadra que anava penjada d'una verga sota el bauprès.
Fins a mitjans de segle xviii, alguns vaixells també desplegaven una civadera des del pal curt vertical o turmentí, situat a la proa per sobre del bauprès. Quan un vaixell té dues civaderes, se les coneix com a civadera (per sota del bauprès) i sobrecivadera (per sobre del bauprès).
Molt sovint les veles civaderes disposaven de dos forats, anomenats ulls (ulls de la civadera), que permetien desguassar l'aigua que embarcava la vela. Cal tenir en compte la posició molt baixa de la vela i la forma de bossa que adoptava quan anava caçada.

## Origen

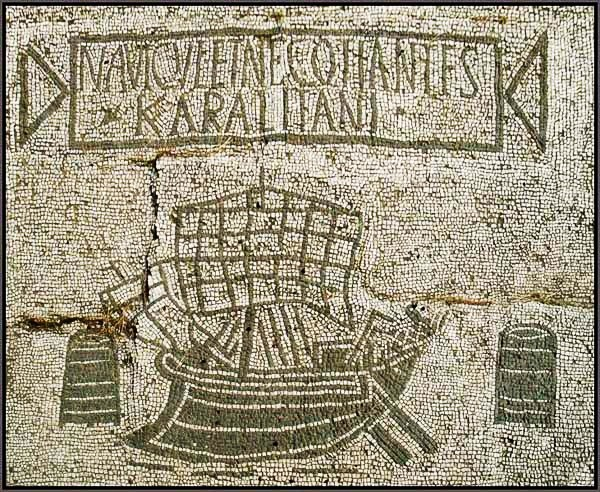
Nau amb una vela petita a proa anomenada dolon (Mosaic Karalitani, Òstia)

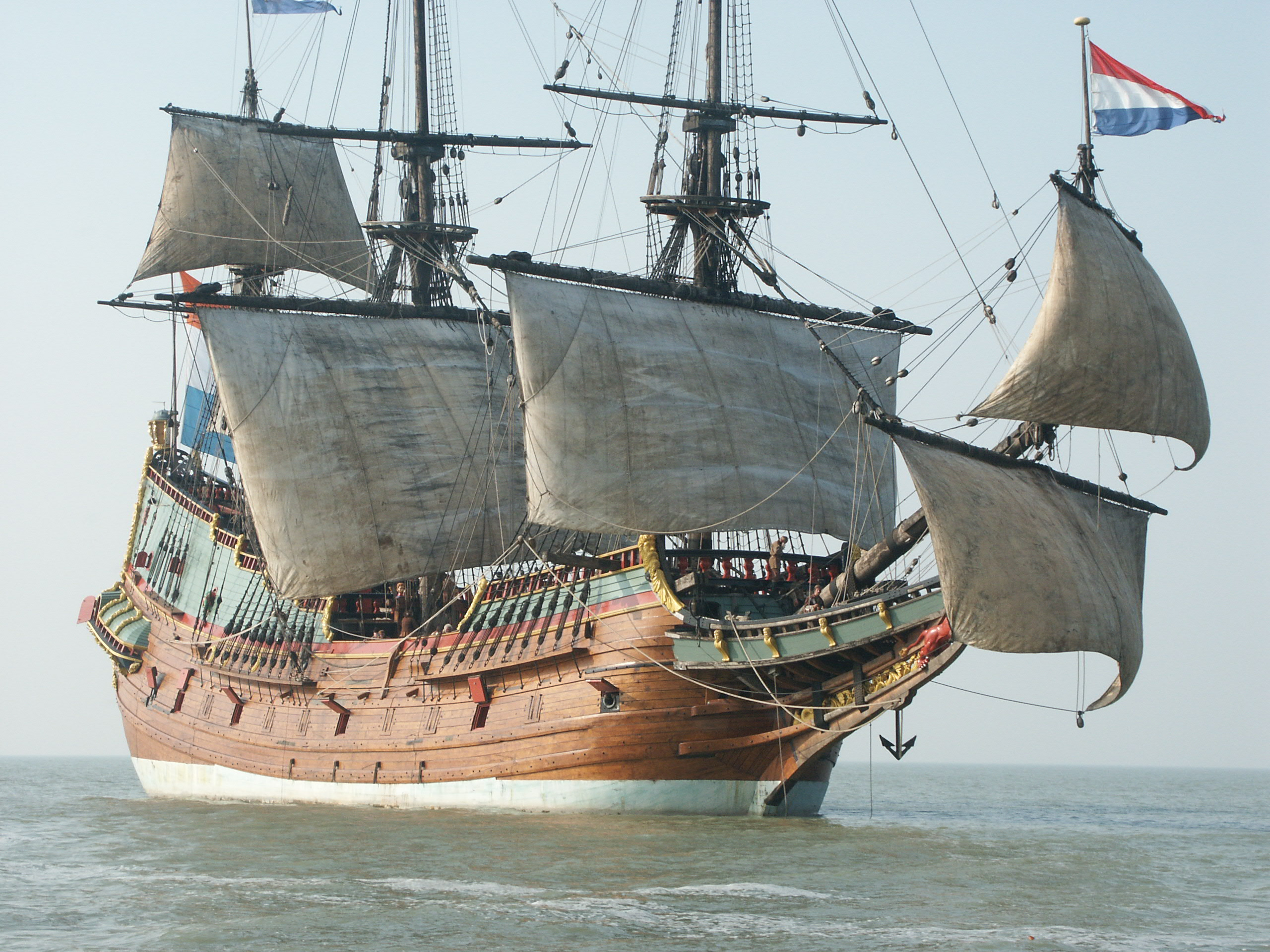
Una rèplica del Batavia amb civadera i sobrecivadera.

Una mena de vela civadera estava ja present en els vaixells grecs i romans. Penjava d'un arbre que es deia dolon, molt inclinat a proa i que per la seva disposició es podria confondre amb un bauprès. Està representada en diversos dibuixos de vaixells de la sèrie de mosaics que decoren la "Piazzale delle Corporazioni" a Òstia, en particular en el mosaic Karalitani (vegeu foto).
Al llunyà orient, es pot veure una de les primeres representacions d'una civadera en la talla d'un vaixell en el temple de Borobudur, Indonèsia.

## Etimologia
La paraula civadera prové de la paraula catalano-provençal "civadera" que significa "bossa de civada",  per raó de la seva similitud en la col·locació, amb una bossa de roba usada per a donar a menjar als cavalls, que portaven penjada del seu cap amb el musell dins.
En alguns idiomes (com l'alemany) es coneix com "blind" (en alemany: Blinde - cega) perquè efectivament bloqueja la visió cap endavant quan està desplegada.

## Ús
Les civaderes es van utilitzar generalment en els velers des de les primeres carraques fins aproximadament 1800. Aquesta petita vela quadrada aparellada sota el bauprès a la part davantera d'un vaixell existia en els antics velers (galions en particular), va caure en desús a partir del s. XVIII per desaparèixer per complet al principi del s.XIX substituïda per flocs (veles d'estai triangulars)
Els vaixells amb aparell complet de l'edat d'or de la vela no tenien civaderes, ja que l'àrea sota el bauprès estava ocupada per aparells (martingales) que reforçaven el bauprès i el botaló contra les forces d'un nombre cada dia creixent de flocs.

## Documents
Una llista de referències concretes, ordenades cronològicament, hauria de facilitar la comprensió de la vela civadera i el seu ús. Un primer camp de cerca podria basar-se en les obres citades a l'article Diccionari nàutic o a l'apartat corresponent de l'article Arquitectura naval. Vegeu a continuació.

### Coca Sant Climent(1331)
En un inventari d'aquesta coca figura el terme “bouprés”. El vaixell disposava d'un arbre únic sostingut per quatre “estais”, precisió que sembla indicar (per exclusió) que la peça “bouprés” no es corresponia amb el significat posterior de bauprès. Entre les veles de l'inventari no hi ha cap vela civadera.

### Benedetto Cotrugli (1464)
Benedetto Cotrugli fou autor d'un llibre de navegació (“De navigatione” ; Nàpols 1464) que no es va arribar a publicar, però que es conserva en forma de manuscrit. Es tracta d'una obra que pot consultar-se en una transcripció digitalitzada a cura de Piero Falchetta. També el manuscrit original pot llegir-se de franc (Manuscrit Beinecke MS 557, Yale University Library, Beinecke Rare Book and Manuscript Library).
Malgrat l'extensió del seu tractat de navegació, que explica veles de diversos vaixells, Cotrugli no esmenta la vela de civadera.

### Caravel·la amb bauprès (1465)
Contracte per a la construcció d'una calavera per a Gracià Amat. Amb un buc de 24 a 25 gúes de roda a roda. Amb dos pals (mestre i mitjana), bauprès i tres timons. Sense bauprès no hi pot haver civadera.

### Primer viatge de Colom (1492)
En el primer viatge de Colom s'esmenta una vela civadera hissada a la nau Santa Maria.
| «                 | ”... entonces tornó a ventar muy amoroso, y llevaba todas mis velas de la nao, maestra, dos bonetas y trinquete, y cebadera, y mezana y vela de gabia, y el batel por popa...” | » |
| — Cristòfor Colom | |   |

### Pedro Álvares Cabral (1568)

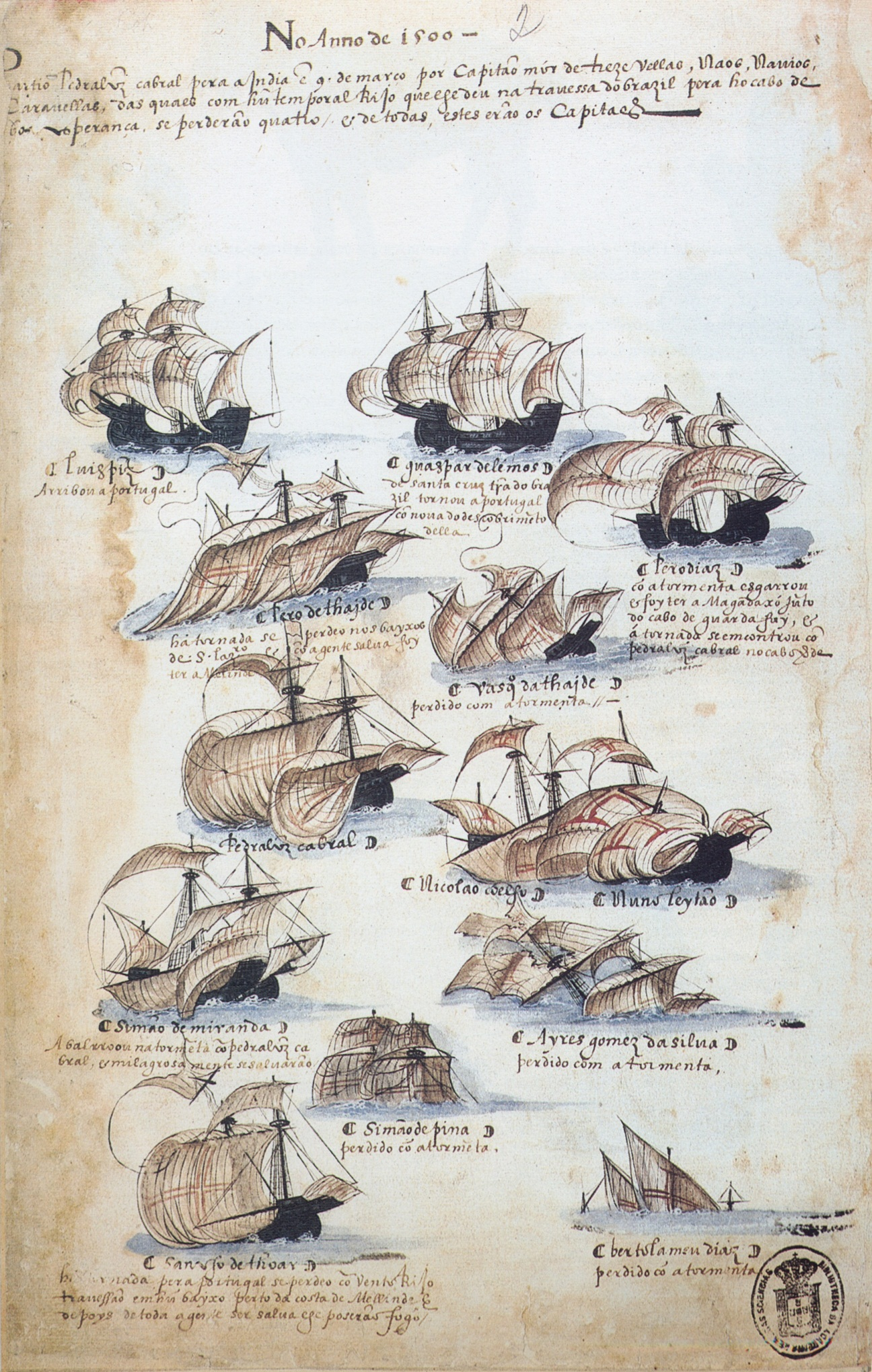
En la imatge —Memória das Armadas (1568)— s'aprecien dotze dels tretze vaixells que formaren part de la flota de Cabral. D'aquests dos van tornar buits, cinc amb la seva càrrega i sis es van perdre. La major part de les naus hissaven civaderes.

### 1607
L'obra de Thomé Cano (Arte para fabricar, fortificar, y aparejar naos de guerra y merchante) parla de verga i vela de cebadera. Els termes emprats són cebadera i çebadera.
Bartolomeo Crescentio, en la seva obra Nautica Mediterranea, parla de la “zeuadera”.

### 1666
Segons escriptura de lliurament del galió San Vicente Ferrer, destinat com a vaixell almirall a la Carrera de Indias, aquesta nau disposava de civadera i contracivadera.

### 1702
Aparentment la referència més antiga en francès (“civadière”) fou deguda a Nicolas Aubin. En l'obra Dictionnaire de Marine.

### 1769.Santísima Trinidad (navili).

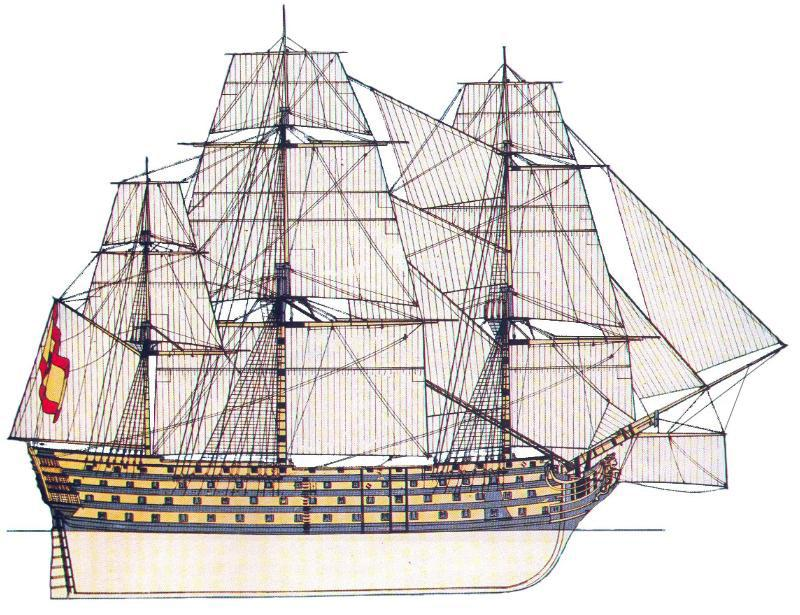
Navili de quatre cobertes amb aparell de fragata. Combinava dos flocs (floc i contrafloc) i vela civadera.

La figura adjunta mostra una aplicació concreta de vela civadera combinada amb flocs. Hi ha diversos exemples de veles civaderes encara operatives en un vaixells desarborats (per combats o tempestes). La presència d'una vela hàbil permetia una certa maniobrabilitat en vaixells que, sense civadera, haurien anat a la deriva.

### 1777
El tractat Práctica de maniobras de los navíos, de Antonio Gabriel Fernández, exposa les funcions de la vela civadera i algunes maniobres bàsiques.

### 1795
Antonio de Ulloa va donar detalls sobre la navegació amb la vela civadera.

### 1864
L'obra Cartilla de construcción y manejo de los buques para instrucción de los guardias marinas dona molts detalls constructius sobre la vela civadera.

## Documents gràfics i similars

### Ceràmica andalusí

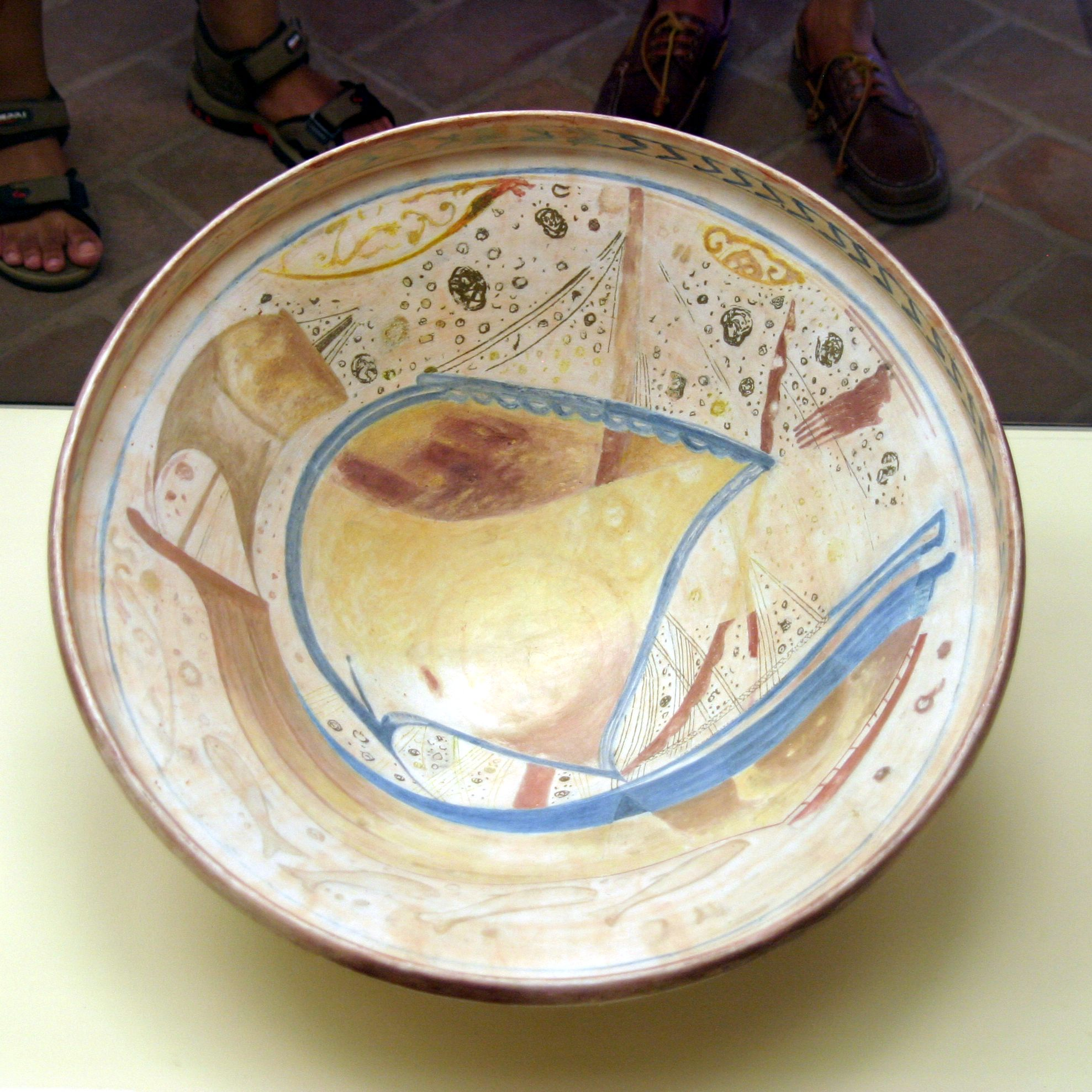
Ataifor de la nau. Alcassaba de Màlaga. Segle XIV? El dibuix representa una nau amb tres arbres. Trinquet i mestre amb veles quadres i mitjana amb vela llatina. No hi ha vela de civadera. El timó és de codast.* Si la datació és correcta seria la representació més antiga d'una nau amb tres pals.
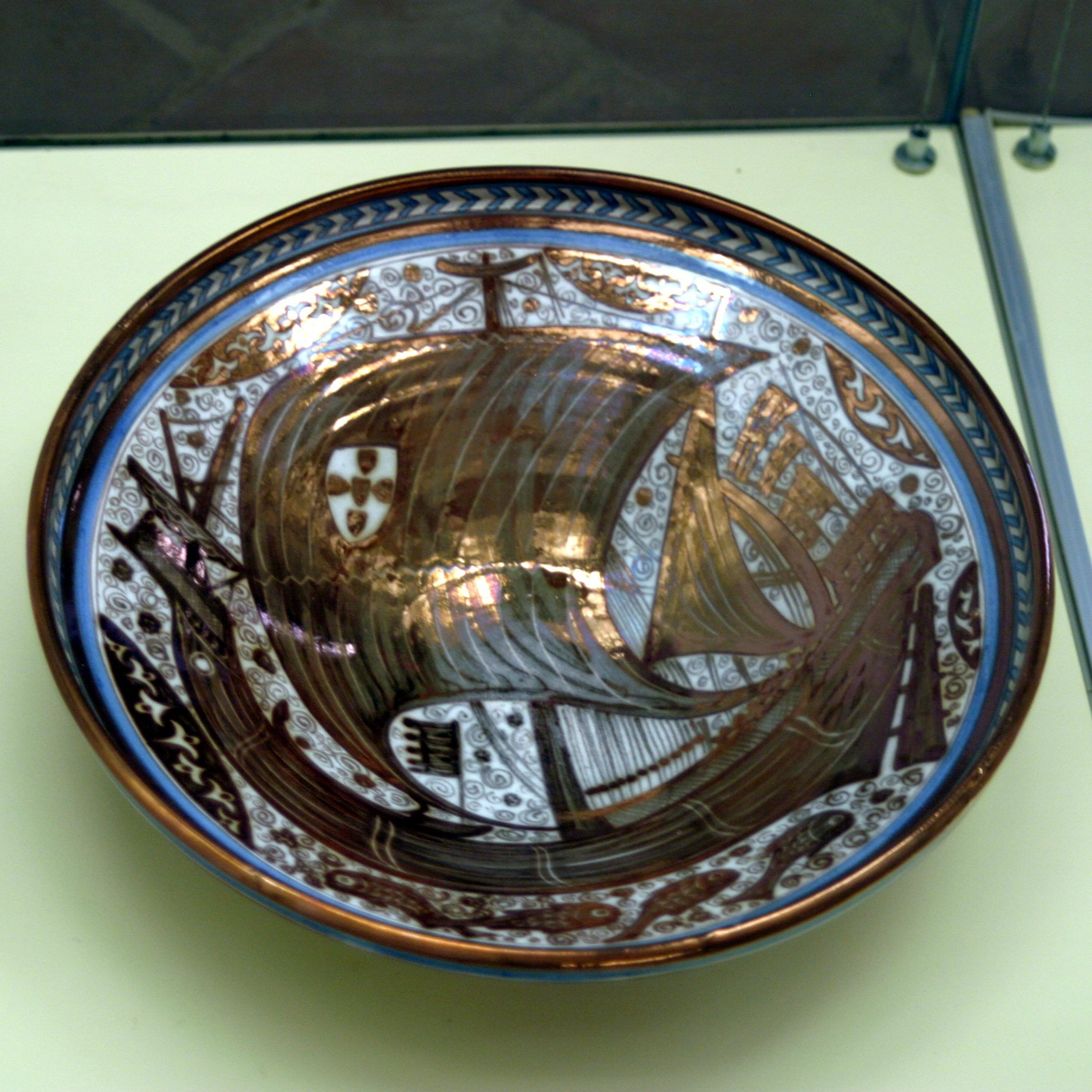
La nau representada mostra que la vela de proa (la primera a l'esquerra) podria ser interpretada com una civadera. No queda clar si l'arbre pintat volia indicar un trinquet amb una verga auxiliar o un bauprès superposat.

### Altres exemples
|  |  |  |